# La Fría
La Fría est une ville de l'État de Táchira au Venezuela, capitale de la paroisse civile de García de Hevia et chef-lieu de la municipalité de García de Hevia. 